# Melitaea deserticola
Melitaea deserticola is een vlinder uit de familie Nymphalidae. De wetenschappelijke naam van de soort is voor het eerst geldig gepubliceerd in 1911 door Charles Oberthür.